# Prosper-Antoine Moitessier
Pour les articles homonymes, voir Moitessier.
Prosper-Antoine Moitessier (1807-1867) est un facteur d'orgues français, installé à Montpellier durant le milieu du XIXe siècle.

## Biographie
Né à Carcassonne le 14 janvier 1807, d'un père luthier, il apprend, vers 1820, les premiers rudiments de son futur métier auprès d'un organier vosgien nommé Pilot. Il entre ensuite comme apprenti chez Nicolas Roy à Mirecourt. Puis il part se perfectionner à Paris chez un cousin, le facteur d'orgues Nicolas-Antoine Lété, ainsi que, pour la lutherie, auprès de Wuillaume, luthier de grand renom. En 1826 il revient à Carcassonne où il répare quelques instruments modestes, puis se rend, en 1830, à Montpellier où il épouse le 24 février 1830 Magdelaine Joséphine Anaïs Roger, fille d'un marchand d'instruments.
Là, en 1834 il réalise un "huit pieds" pour la chapelle du couvent de la Visitation, transféré en 1965 dans l'église Saint-Saturnin à Nissan-lez-Ensérune avec seulement une partie des jeux originels, les autres jeux ayant été répartis au collège d'Ardouane (près de Riols en Saint-Ponais) et à la chapelle du collège Saint-Roch de Montpellier ; et surtout, en 1836, on lui propose de relever l'orgue du temple protestant construit par Jean-Pierre Cavaillé, ce qui le fait connaître et lui permet de se voir confier la restauration de l'orgue de Jean-François L'Épine de l'ancienne cathédrale Saint-Fulcran de Lodève,  Classé MH. 
En 1837, face aux incertitudes de cette époque quant à la fixation d'un diapason universel pour les orgues, il adapte à l'orgue le mécanisme transpositeur que Roller avait inventé pour les pianos, suivant en cela l'exemple de son maître Lété au petit orgue d'accompagnement de Saint-Leu. Également en 1837, il présente à l'exposition de Montpellier un orgue de salon dont les soupapes pouvaient s'enlever à volonté et dont la soufflerie fournissait un vent toujours égal grâce à un levier compensateur agissant sur la table supérieure du réservoir, ce qui lui vaut une médaille d'or.
Vers 1847, il invente, pour la transmission entre les claviers et les sommiers, le premier système tubulaire ; il fonctionnait avec une dépression pneumatique et non pas à air comprimé, comme les systèmes tubulaires développés par la suite. Il le met en pratique, pour la première fois, à Notre-Dame de la Dalbade à Toulouse.
Il aurait contribué à former et conseiller (mais les sources manquent)  un autre grand nom de la facture d'orgue française et fondateur d'une illustre dynastie, dernière représentante de l'école toulousaine de facture d'orgues, Théodore Puget. 
À côté de son activité principale de facteur d'orgues, Moitessier continue néanmoins à pratiquer la lutherie. Ainsi, on peut voir au musée de la lutherie et de l'archèterie françaises de Mirecourt un violon double, violon-alto, daté de 1838, confirmant son esprit inventif.
Il décède le 26 août 1867 à Montpellier.
La "Belle Madame Moitessier" peinte par Ingres est la femme d'un cousin germain de Prosper-Antoine Moitessier. Le navigateur Bernard Moitessier est un arrière-petit-fils de Prosper-Antoine.

## Œuvre
Lancé dès lors[Quand ?] dès lors comme facteur d'orgues, il ouvre de vastes ateliers employant plus de vingt ouvriers et les chantiers s'enchaînent :
- 1840 construction d'un "huit pieds" avec pédalier pour la chapelle Sainte-Marie à Montpellier ;
- 1841 construction d'un "grand huit pieds" de 33 jeux sur 4 claviers, dont un récit expressif, avec 16' ouvert et bombarde à la Pédale, pour l'église de la Madeleine à Béziers, rénové & agrandi par Baptiste Puget aîné en 1886, instrument  Classé MH[4];
- 1842 modification de l'orgue de l'église Saint-Vincent à Carcassonne; et construction d'un "grand huit pieds" de 3 claviers et Pédale à Saint-Rémy-de-Provence dans la collégiale Saint-Martin où subsiste le grand corps du buffet ;
- 1843 construction d'un "huit pieds" avec 3 claviers à Saint-Affrique en Aveyron et d'un "grand huit pieds" avec 3 claviers à l'église décanale Saint-Louis de Sète ;
- 1845 construction d'un "huit pieds" pour la paroisse Sainte-Anne à Montpellier (disparu) ;
- 1846 restauration de l'orgue de Notre-Dame-des-Tables à Montpellier dont il reste, entre autres, la magnifique Montre épousant harmonieusement les courbes du buffet de Dom Bédos, intégralement  Classé MH, depuis le 6 mai 1975 pour son buffet[5] et le 6 février 1975 pour sa partie instrumentale[6]; et transformations & adjonctions sur l'orgue de la collégiale Sainte-Marthe à Tarascon, intégralement  Classé MH, par la liste de 1840 pour son buffet[7] et le 27 juin 1977 pour sa partie instrumentale[8];
- 1847, dans la concathédrale de Forcalquier, reconstruction dans un  nouveau buffet d'un "grand huit pieds" dont il subsiste bon nombre de jeux et le double buffet  Classé MH[9]; et, pour l'église Notre-Dame de la Dalbade à Toulouse, réalisation entièrement neuve d'un "grand seize pieds" de 46 jeux, agrandi et perfectionné par Eugène Puget en 1888, instrument  Classé MH[10];
- 1850 restauration de l'orgue Charles Royer de l'église du Saint-Esprit à Aix-en-Provence  Classé MH tant pour son buffet[11] que pour sa partie instrumentale[12];
- 1851 construction de l'orgue de l'église Saint-Martin à Remoulins dans le Gard, quasiment intact depuis lors,  Classé MH[13];
- 1853 [14]construction à la Madeleine dans le quartier de l'Île à Martigues, tuyauterie originelle intacte, intégralement  Classé MH, depuis le 5 décembre 1908 pour son buffet[15] et le 18 décembre 1997 pour sa partie instrumentale[16];
- 1856 reconstruction de l'orgue de Jean-Esprit Isnard de l'église de la Madeleine d'Aix-en-Provence, intégralement  Classé MH, depuis le 20 septembre 1910 pour son buffet[17] et le 16 février 1984 pour sa partie instrumentale[18];
- 1857 rénovation & agrandissement à l'église Notre-Dame-de-Nazareth de Valréas, intégralement  Classé MH, par la liste de 1862 pour son buffet[19] et le 10 juillet 1962 pour sa partie instrumentale[20].

## Galerie

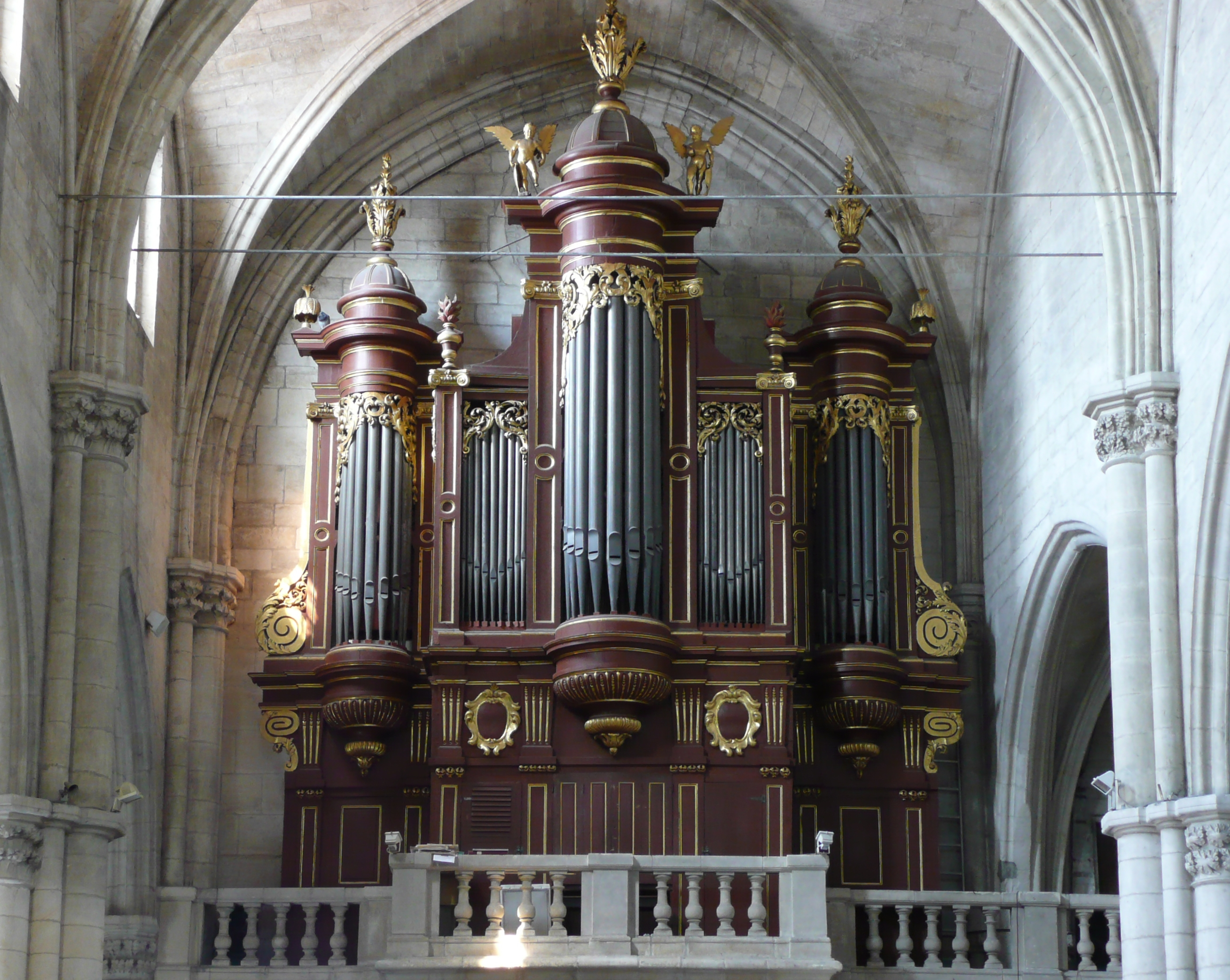
Tarascon, Sainte-Marthe
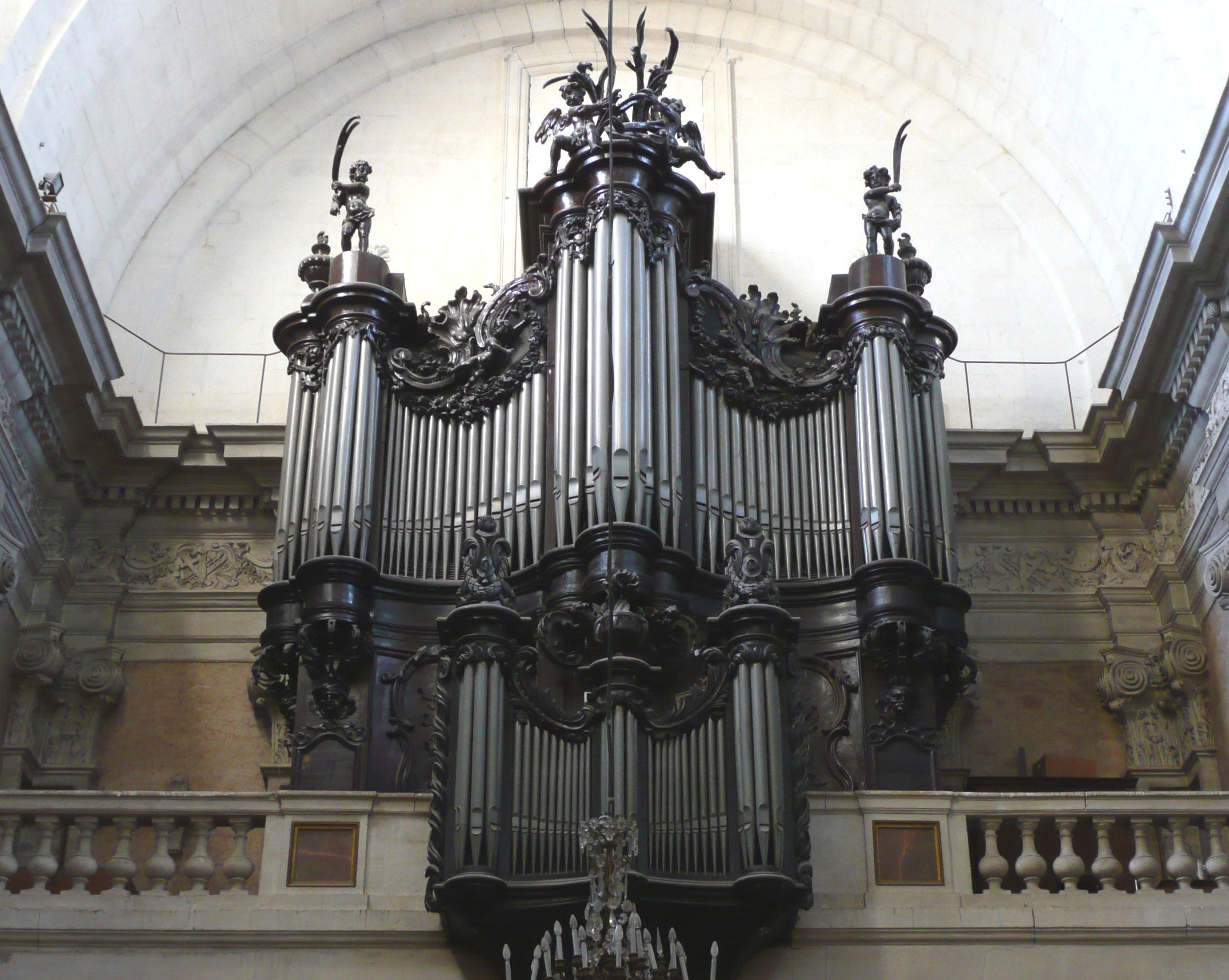
Montpellier, Notre-Dame des Tables
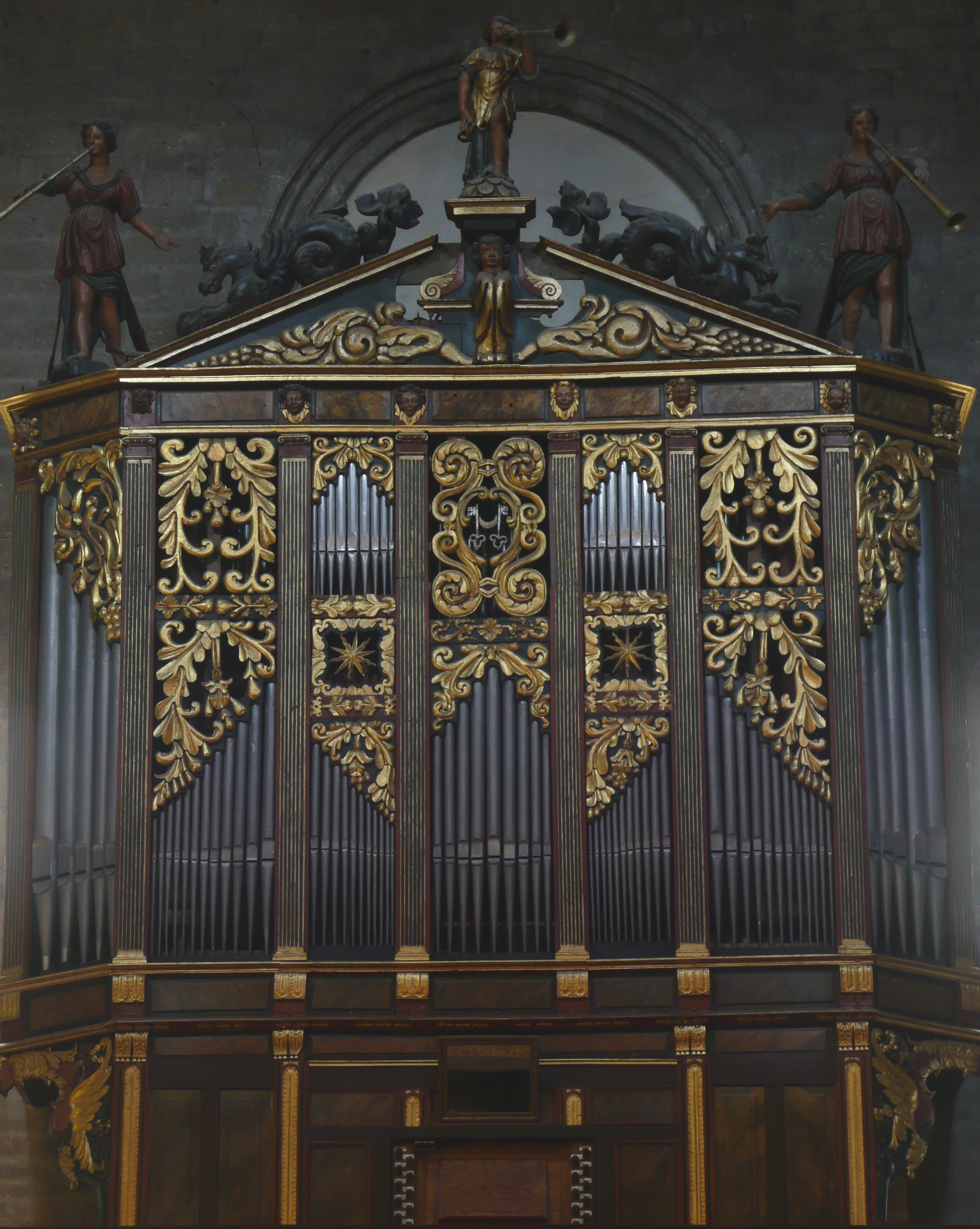
Valréas, Notre-Dame de Nazareth
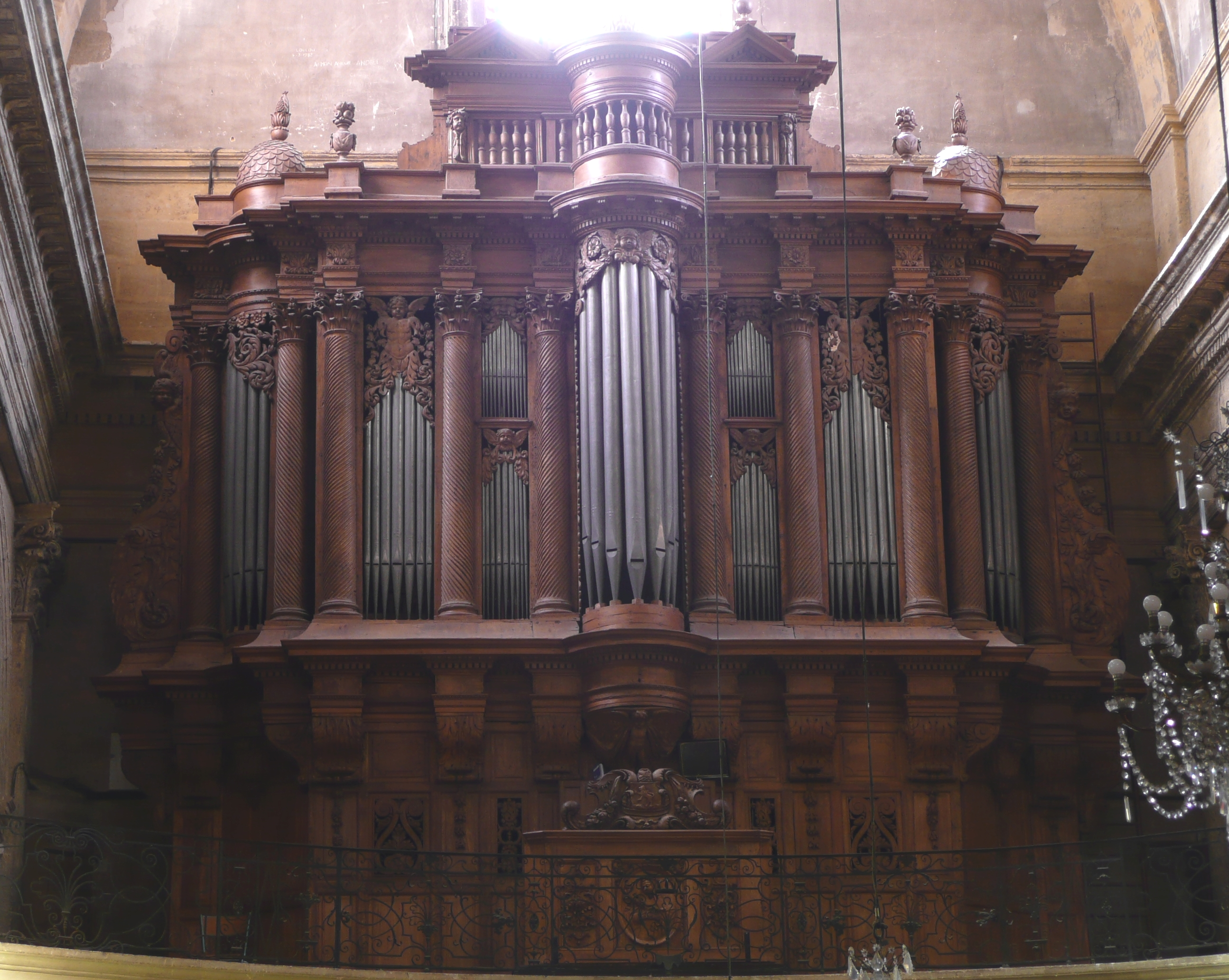
Aix-en-Provence, Saint-Esprit
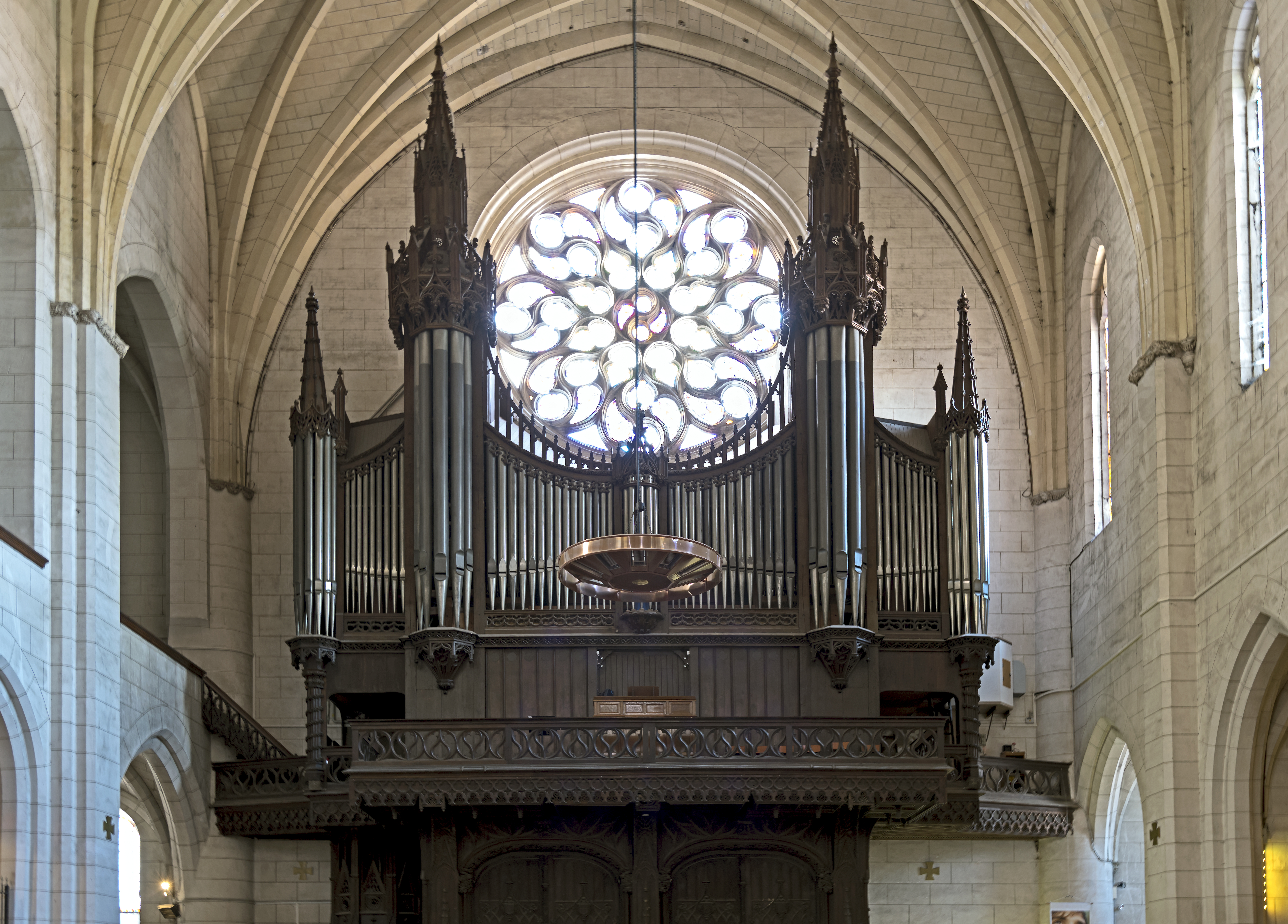
Toulouse, Notre-Dame de la Dalbade
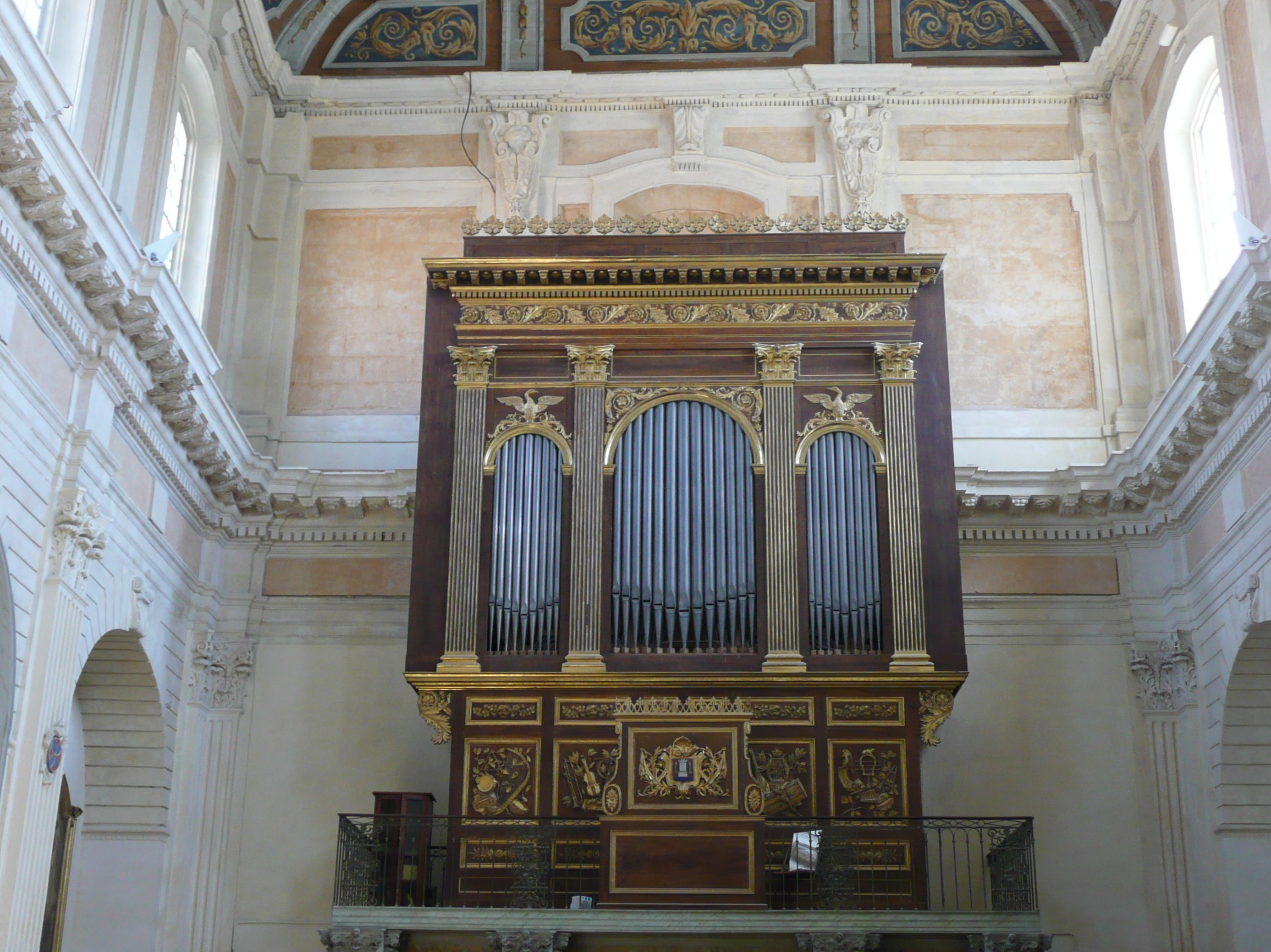
Martigues, Sainte-Madeleine-de-l'Île

### Source
- Orgues en Languedoc-Roussillon, tome 2, Gard - Lozère, ARAM-LR chez EDISUD,  (ISBN 2-85744-313-7). L'article semble rédigé d'après la Biographie des principaux facteurs d'orgues de Joseph Guédon en 1902 (selon http://lapasserelle.com/bio_moitessier.htm), lui-même reprenant un passage du tome VI de la Biographie universelle des musiciens et bibliographie générale de la musique de François-Joseph Fétis en 1878 chez Firmin Didot & cie à Paris.